# Robert Lagerborg
Robert Olof Lagerborg, född 24 november 1835 i Uleåborg, död 5 november 1882 i Helsingfors, var en finländsk tidningsman.

## Biografi
Lagerborg var son till landshövding Robert Wilhelm Lagerborg och Karolina Sofia Margareta Virgin och bror till generalpostdirektör Hjalmar Lagerborg.
Robert Lagerborg genomgick Finska kadettkåren, ingick 1854 i rysk krigstjänst och blev 1856 löjtnant vid finska livgardet. Han blev 1859 lärare vid livgardets undervisningsbataljon och 1860 stabskapten. Men han greps av tidens politiska strömningar och beslöt att ägna sig åt pressen.
Han skrev först i Papperslyktan under signaturen "Rolf". Han tog 1861 avsked ur militärtjänsten och gick in i redaktionen av Helsingfors Dagblad när den grundades. 1865 efterträdde han Edvard Bergh som tidningens huvudredaktör. Lagerborg bidrog starkt att höja den medborgerliga andan i Finland. I frågan om finska språkets ställning höll han en kompromisslinje. Han hade en lekande och behaglig stil, som gjorde sig gällande i synnerhet på det lätta kåseriets samt den historiska och biografiska teckningens områden.
Som representant för den adliga släkten Lagerborg var han en inflytelserik ledamot av ridderskapet och adeln vid lantdagarna 1863-1882.